# Full Metal Jacket
Pour les articles homonymes, voir Full metal, Full metal jacket (homonymie) et FMJ.
Pour plus de détails, voir Fiche technique et Distribution.
Full Metal Jacket est un film de guerre britanno-américain produit et réalisé par Stanley Kubrick, sorti en 1987.
Le film s'inspire du roman Le Merdier (The Short Timers) de Gustav Hasford et des mémoires de guerre de Michael Herr, intitulées Dispatches. Son titre fait référence à un type de balle blindée. 
Le film, qui met en scène des jeunes soldats du corps des Marines à la fin des années 1960, est composé de deux parties distinctes : dans la première, on assiste à leur entraînement à Parris Island et, dans la seconde, on les voit lors de la guerre du Viêt Nam pris dans les combats urbains de l'offensive du Tết. Chacune des deux parties constitue un récit particulier aboutissant, dans les deux cas, à un dénouement dramatique. Le thème central de la première partie est celui du conditionnement psychologique, faisant écho aux techniques radicales de redressement des délinquants développées dans un des films précédents de Kubrick, Orange mécanique (1971).
Full Metal Jacket est sorti près de vingt ans après les faits relatés, durant lesquels plusieurs grands films sur la guerre du Vietnam étaient déjà sortis : Voyage au bout de l'enfer (1978) et Apocalypse Now (1979), ainsi que Platoon (1986), de sorte que la vision du cinéaste sur le sujet s'ajouta à un ensemble déjà traité.
En 2001, Full Metal Jacket est classé à la 95e place de l'« AFI's 100 Years...100 Thrills », un classement des 100 meilleurs thrillers du cinéma américain établi par l'American Film Institute.

## Synopsis
Le film est centré sur le personnage de J.T. Davis, surnommé « Joker » (« Guignol » dans la version française), un jeune engagé volontaire incorporant le corps des Marines des États-Unis à la fin des années 1960, à l'époque de la guerre du Viêt Nam.
Le film décrit son parcours au sein de l'armée, dès son entrée au camp d'entraînement des Marines de Parris Island, en Caroline du Sud. Avec les autres nouvelles recrues dont il fait partie, Davis est pris en main par l’impitoyable sergent Hartman, un instructeur aux méthodes viriles et directes qui pratique un art de l'instruction fondé sur l'injure et l'humiliation. Hartman concentre notamment son attention sur la recrue Lawrence, un jeune homme mou et enrobé, qu'il surnomme « Gomer Pyle » (« Grosse Baleine » en VF) à cause de son physique. En effet, à cause de son surpoids, Lawrence peine lors des exercices physiques prodigués aux soldats et semble avoir une capacité intellectuelle limitée (il confond parfois la droite de sa gauche, a du mal à faire son lit seul ou à lacer ses rangers, etc.).
Afin de l'aider, le sergent Hartman désigne Guignol comme son tuteur, à charge pour lui de superviser Lawrence. Mais celui-ci continue d'avoir des difficultés à arriver au niveau requis. Il devient alors la bête noire des autres recrues, car ceux-ci sont punis à sa place par le sergent Hartman quand Lawrence continue de faire des erreurs (notamment lorsque le sergent découvre qu'il a caché un beignet fourré dans ses affaires, ce qui est défendu). Après plusieurs punitions collectives faisant suite aux fautes répétées de Lawrence, celui-ci reçoit une sévère correction de la part de ses camarades, à laquelle participe également Guignol (bien que réticent). Dans un premier temps, la correction semble porter ses fruits : Lawrence se métamorphose en un soldat discipliné et compétent, ce qui l'amène à obtenir son brevet militaire à la fin de la période d’instruction, comme ses camarades. Mais, au cours de la dernière nuit passée au camp d'entraînement, avant d'être déployés au Viêt Nam, Lawrence bascule dans la folie et abat le sergent Hartman, sous les yeux de Guignol, avant de retourner son fusil M14 vers lui et se suicider.
L'action du film se déplace ensuite au Viêt Nam, en plein conflit entre l'US Army et le Viet-Cong. On y voit le sergent Guignol, qui est maintenant affecté à une unité de journalistes militaires du magazine Stars and Stripes. Au cours d'une conférence de rédaction, Guignol se heurte à son supérieur au sujet de l'intégrité journalistique du magazine. Afin de lui donner une leçon, ce dernier l'envoie en reportage au front, alors que l'offensive du Tết bat son plein. Arrivé sur le terrain, Guignol retrouve l'un de ses anciens camarades du camp d'entraînement, un soldat surnommé « Cowboy », aux côtés duquel il se retrouve engagé de manière directe aux combats, intégrant avec son collègue photographe Rafterman le groupe de Cowboy.
Durant une patrouille, le groupe de Cowboy est la cible d'un tireur d'élite nord-vietnamien. Plusieurs camarades de Cowboy se font tuer, ainsi que Cowboy lui-même. Allant débusquer avec ses camarades le sniper ennemi qui est retranché dans un bâtiment en ruine, le sergent Guignol se retrouve alors confronté à ses propres limites morales, ainsi qu'à la violence brute de la guerre et à l'effet psychologique qu'elle produit sur les hommes.

## Fiche technique
- Titre : Full Metal Jacket
- Réalisation : Stanley Kubrick
- Scénario : Stanley Kubrick, Michael Herr et Gustav Hasford, d'après le roman The Short-Timers de Gustav Hasford.
- Musique : Vivian Kubrick (sous le nom d'Abigail Mead)
- Décors : Anton Furst
- Costumes : Keith Denny
- Photographie : Douglas Milsome (en)
- Montage : Martin Hunter
- Effets spéciaux : John Evans
- Production : Stanley Kubrick
- Société de production : Warner Bros.
- Budget : 30 millions de USD
- Pays de production :  États-Unis et  Royaume-Uni
- Langues originales : anglais, vietnamien
- Format : couleur — 35 mm — 1,33:1 (plein écran) / 1,66:1 (cinémas en Europe) / 1,78:1 (Blu-ray) / 1,85:1 (cinémas aux États-Unis et au Royaume-Uni) — son mono / Dolby Digital (version remastérisée)
- Genre : guerre
- Durée : 116 minutes
- Dates de sortie :
  - États-Unis : 26 juin 1987[1]
  - Royaume-Uni : 11 septembre 1987
  - France : 21 octobre 1987
- Classification:
  - États-Unis : R (Restricted)[3]
  - Royaume-Uni : Interdit aux moins de 18 ans lors de sa sortie en salles, puis aux moins de 15 ans en 2001[3]
  - France : Interdit aux moins de 12 ans lors de sa sortie en salles[4] et sa diffusion à la télévision[5]

## Distribution
- Matthew Modine (VF : Emmanuel Jacomy) : le soldat (puis sergent) James T. Davis, dit « Joker » (« Guignol » en VF).
- Arliss Howard (VF : Gérard Berner) : le soldat (puis sergent) « Cowboy » Evans.
- Vincent D'Onofrio (VF : Christian Bénard) : le soldat Leonard Lawrence, dit « Gomer Pyle »[b] (« Grosse baleine » en VF).
- R. Lee Ermey (VF : Bernard Fresson) : le Gunnery Sergeant Hartman (sergent-instructeur Hartman en VF).
- Adam Baldwin (VF : Daniel Russo) : le soldat « Animal Mother » (« Brute épaisse » en VF).
- Dorian Harewood (VF : Greg Germain) : le soldat « Eightball » (« Blackboule » en VF).
- Kevyn Major Howard (en) : le soldat et photographe Rafterman, un collègue de Guignol
- Ed O'Ross : le lieutenant Walter J. « Touchdown » Schinowski.
- John Terry (VF : Jacques Bonnaffé) : le lieutenant Lockhart
- Kieron Jecchinis (VF : Féodor Atkine) : le soldat « Crazy » Earl
- Kirk Taylor : Payback
- Tim Colceri (en) (VF : Jacques Frantz) : le mitrailleur de l'hélicoptère qui emmène Guignol et Rafterman au front.
- Jon Stafford : le soldat « Doc » Jay
- Bruce Boa : le colonel des Marines qui menace d'envoyer Guignol en cour martiale
- Ian Tyler : le lieutenant Cleves
- Sal Lopez : un soldat de l’unité de Cowboy
- Gary Landon Mills : Donlon, un soldat de l’unité de Cowboy
- Papillon Soo Soo : la prostituée vietnamienne à Da Nang
- Peter Edmund : le soldat « Snowball » (« Blanche-neige » en VF)
- Ngoc Le : le sniper vietcong dans la dernière partie du film
- Leanne Hong : la prostituée à moto, amenée par le soldat de l'ARVN
- Tan Hung Francione : le soldat de l'ARVN qui amène une prostituée aux soldats
- Marcus D'Amico : un soldat de l'unité de Cowboy
- Costas Dino Chimona : le soldat Chili
- Gil Kopel : Stork
- Keith Hodiak (en) : Daddy D.A.
- Peter Merrill : le journaliste des Actualités qui interviewe l'unité de Cowboy au front
- Herbert Norville (en) : Daytona Dave
- Nguyen Hue Phong : le vietnamien-karatéka voleur d'appareil photo à Da Nang
- Duc Hu Ta : le soldat vietcong mort sur sa chaise, dans le camp de base de Cowboy

### Personnages principaux

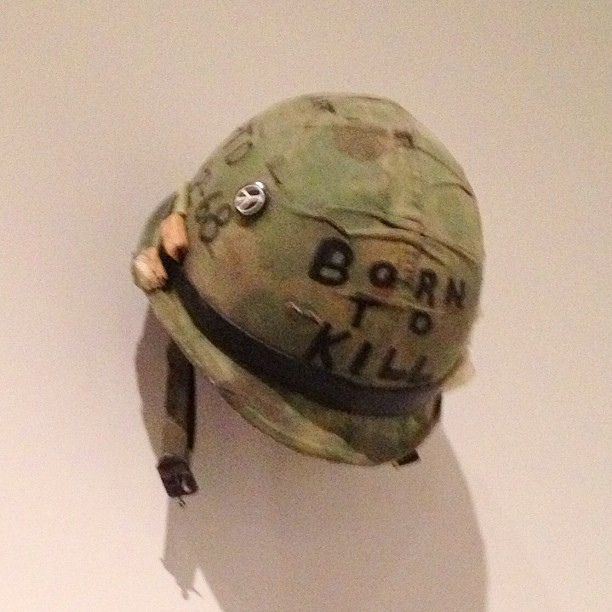
Casque du sergent Guignol (Joker) au Stanley Kubrick exhibition LACMA (2012).

- James T. Davis, surnommé « Joker » (« Guignol » en VF) : le narrateur du film. Provocateur, Guignol affirme s'être engagé dans les Marines pour « être le premier de [son] immeuble à avoir un mort certifié ». Dans la première partie du film, il aide (sur ordre du sergent Hartman) la recrue Lawrence, surnommée « Grosse baleine », ce qui ne l'empêche pas, après une courte hésitation, de se joindre ensuite à ses agresseurs pour lui donner une leçon. Servant au Vietnam en tant que journaliste du magazine Stars and Stripes où il tente de faire preuve d'une certaine indépendance d'esprit, il sera finalement engagé de manière directe durant les combats. Son casque porte l'inscription « Born to kill » (« Né pour tuer ») en même temps qu'il arbore un badge représentant le symbole de la paix, déclarant à un colonel qui critiquait sa tenue qu'il symbolise ainsi « la dualité de l'homme » telle que décrite par Jung.
- « Cowboy » Evans : issu de la même promotion que Guignol au camp d'entraînement de Parris Island, Cowboy sert dans l'unité combattante que son camarade rejoindra par la suite lors d'un reportage sur le terrain. Désigné chef de groupe lors des combats après la mort successive de ses supérieurs, il meurt abattu par le sniper vietcong dans la dernière partie du film.
- Léonard Lawrence, dit « Gomer Pyle » (« Grosse baleine » en VF)[b] : une des recrues dans la première partie du film, camarade de Guignol et Cowboy. Enveloppé, lent de corps et parfois d'esprit, il devient la tête de turc du sergent-instructeur Hartman. Après avoir subi de nombreuses humiliations, il devient le soldat le plus discipliné de son peloton, mais est gagné par la folie et finit par abattre Hartman avant de retourner son arme contre lui.
- Gunnery Sergeant Hartman (sergent instructeur Hartman en VF) : brutal et grossier, le Gunnery Sergeant (sergent-artilleur) Hartman abreuve ses recrues d'insultes et de surnoms dégradants dans le but de faire d'eux des Marines, s'en prenant tout spécialement à la recrue Lawrence, celui-ci finissant par l'abattre avec son arme. L'acteur qui incarne Hartman, R. Lee Ermey, était bel et bien un ancien sergent-instructeur ; toutes les insultes employées par son personnage (soit environ la moitié de son texte) ont été improvisées par Ermey lui-même, à la demande de Kubrick.
- « Animal Mother » (« Brute épaisse » en VF) : un soldat de l'unité de Cowboy, mitrailleur violent méritant bien son surnom de « brute épaisse ». Difficilement contrôlable, pendant les combats il tentera de secourir au péril de sa vie ses camarades blessés. Lors d'une interview, il affirme se battre par amour du carnage, et non pour la liberté (pour « faire tout péter »).
- « Eightball » (« Blackboule » en VF) : un soldat afro-américain, le « grand noir viril » de l'unité de Cowboy ; il sera tué par le sniper vietcong.
- Rafterman : jeune soldat excité et sans expérience du combat dans la deuxième partie du film, Rafterman est un photographe du magazine Stars and Stripes qui insiste pour se rendre aux côtés de Guignol sur le terrain des opérations.
- Lieutenant Walter J. Schinowski, dit « Touchdown » : le chef de l'unité de Cowboy. Ancien joueur universitaire de football américain, il meurt au cours d'un assaut avec le Vietcong.
- Lieutenant Lockhart : l'officier qui dirige l'équipe de journalistes du magazine Stars and Stripes. Il pousse ses hommes à obéir aux consignes, même au mépris de l'objectivité journalistique. Il est allé au combat, mais fait de son mieux pour éviter d'y retourner, préférant rester « à l'arrière, avec les cantinières ».
- « Crazy » Earl : le chef de section de l'unité de Cowboy. Il assure brièvement le commandement de l'unité à la mort de son lieutenant, avant d'être tué à son tour par une peluche piégée, ramassée dans les décombres.
- « Doc » Jay : le médecin de l'unité de Cowboy. Il est aussi abattu par le sniper vietcong en tentant de secourir « Eightball ».
- Le sniper vietcong : ce sniper vietcong, caché dans une bâtisse en ruine, abat plusieurs membres de l'unité de Cowboy avant d'être blessé par Rafterman et achevé par Guignol. À la grande surprise de tous — y compris du spectateur —, c'est une jeune fille.

## Production

### Préproduction
En 1973, en France, Yves Boisset réalise RAS, un film portant sur la guerre d'Algérie. C’est pour Stanley Kubrick une révélation sur les possibilités qu'offre le cinéma de porter un engagement aigu. Full Metal Jacket prend son origine dans la rencontre en 1980 entre Kubrick et Michael Herr, correspondant de guerre au Viêt Nam et auteur d'un livre de mémoires sur ce conflit, Dispatches. Le projet initial de Kubrick était de réaliser un film sur la Shoah, sujet finalement abandonné.
Par ailleurs, Stanley Kubrick est depuis 1982 un admirateur fervent du roman de Gustav Hasford sur cette guerre, The Short Timers (Le merdier), qu'il considère comme « un livre unique, absolument merveilleux » (« a unique, absolutely wonderful book »). En accord avec Michael Herr, il décide d'employer le roman comme base pour les dialogues de son film.
Kubrick commence à se documenter en 1983, visionnant de très nombreux films et documentaires, lisant des journaux vietnamiens conservés sur microfilms à la bibliothèque du Congrès des États-Unis et amassant un nombre considérable de photographies d'époque. Il a entassé tellement de documentation pour son film qu'elle remplissait une cinquantaine de boîtes en cartons stockées dans son garage.
Enfin, Michael Herr, se montrant très réticent à l'idée de revisiter son expérience du Viêt Nam, Kubrick parvient à le convaincre au cours d'« un coup de téléphone qui a duré trois ans, avec quelques interruptions » (« a single phone call lasting three years, with interruptions », d'après Michael Herr).

### Scénario
L'écriture du scénario débute en 1983. La collaboration entre Stanley Kubrick, Gustav Hasford et Michael Herr s'organise de la manière suivante : le réalisateur téléphone ses instructions aux deux auteurs (au rythme de trois ou quatre appels par semaine, longs chacun de plusieurs heures), puis ces derniers lui expédient leur travail par courrier. Stanley Kubrick les rappelle ensuite pour leur faire part des modifications à apporter, et ainsi de suite.
Malgré l'importance de leur contribution, ni Gustav Hasford ni Michael Herr n'ont d'idée précise du scénario final, sans parler du film. C'est pourquoi Gustav Hasford compare l'écriture du scénario à un travail à la chaîne.
Selon Michael Herr, Stanley Kubrick n'a pas, à l'époque, l'intention de réaliser un film anti-guerre, mais plutôt de montrer « à quoi la guerre ressemble vraiment » (« he wanted to show what war is like »).
La collaboration avec Gustav Hasford ne dépasse pas le stade du scénario. Lorsque Stanley Kubrick décide de rencontrer en personne l'auteur de The Short Timers — malgré l'avertissement de Michael Herr le décrivant comme un homme effrayant (« a scary man ») — l'entrevue, dans la résidence anglaise du réalisateur, ne se passe pas très bien. Gustav Hasford est alors écarté de la production. Seulement crédité pour des « dialogues additionnels », il engage plus tard[Quand ?] une procédure judiciaire pour être considéré comme l'auteur des dialogues.

### Titre

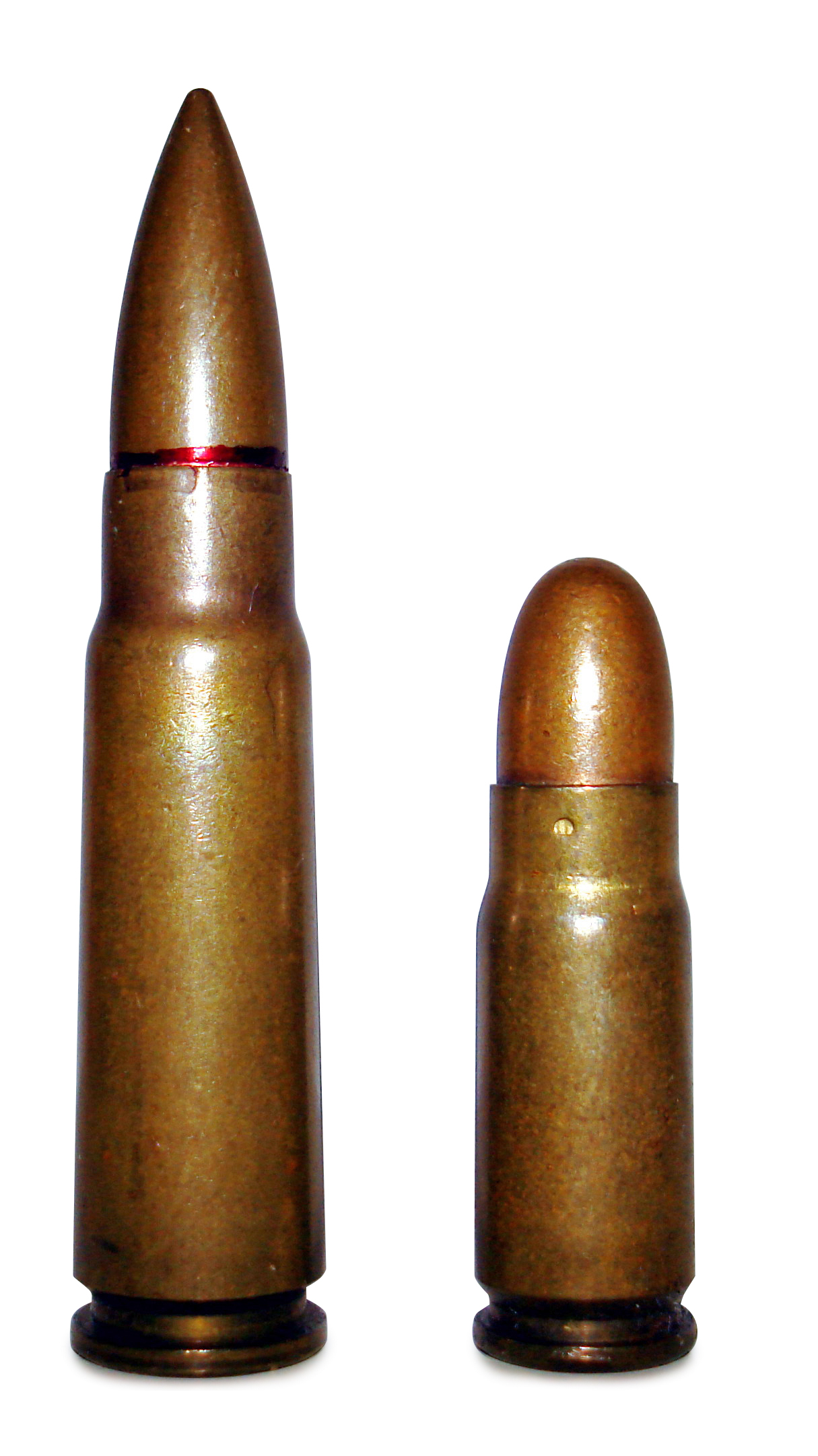
Exemples de munitions de type « full metal jacket » de calibre 7,62 × 39 mm M43 et 7.62x25 mm Tokarev.

Le titre Full Metal Jacket fait référence à un type de munitions standard utilisées par les armées et les polices du monde entier. Munitions dites « FMJ » (pour full metal jacket bullet), c'est-à-dire « balle entièrement chemisée métal », balle typiquement militaire. Juste avant de se suicider, alors que « Joker » (« Guignol » en VF) lui demande si ce sont des vraies balles qu'il charge dans son fusil, « Pyle » (« Baleine » en VF) répond : « 7,62 mm, full metal jacket ».

### Casting

#### Ronald Lee Ermey

R. Lee Ermey, l'interprète du Sgt Hartman dans le film.

L'une des curiosités du film est le personnage du sergent Hartman, l'instructeur des Marines qui prend en charge la formation des recrues dans la première partie du film. Le rôle est interprété par Ronald Lee Ermey, qui avait exercé cette fonction dans les années 1960. Stanley Kubrick a combiné les personnalités de quatre genres de drill instructors pour le personnage de Hartman.
Originellement engagé comme conseiller technique, Ermey improvisa des centaines d'insultes au cours des auditions. Il donnait en effet la réplique aux acteurs devant interpréter les jeunes recrues. Après avoir visionné le film de ces auditions, Kubrick lui attribua le rôle du sergent instructeur, considérant Ermey comme un véritable « génie dans ce rôle ».
Finalement, Ermey écrivit lui-même environ 60 % des dialogues de son personnage, principalement des insultes.
L'acteur subit un grave accident de voiture en plein milieu du tournage. Il fit une sortie de route vers 1 heure du matin dans un endroit boisé et désert (Epping Forest), se cassant toutes les côtes sur un côté, et restant seul dans le froid. Heureusement conscient, il a pu faire clignoter ses phares et miraculeusement un automobiliste s'est arrêté pour lui porter secours. Il fut incapable de tourner pendant quatre mois et demi.

#### Vincent D'Onofrio
Ami de Matthew Modine, il travaille à l'origine comme videur dans un bar. Apprenant que son camarade décroche un rôle dans le film, il lui demande alors de contacter Stanley Kubrick pour que celui-ci lui propose un autre rôle.
Pour l'acteur, se glisser dans le rôle du soldat « Gomer Pyle » (« Grosse Baleine » dans la version française) fut éprouvant : il dut en effet prendre 32 kilos pour correspondre à l'image du personnage.

### Tournage

#### Sites
La première partie du film, située dans le camp d'entraînement des marines à Parris Island, fut tournée dans une base aérienne du Royaume-Uni, à Bassingbourn, dans le Cambridgeshire.
Pour la seconde partie, qui se déroule au Viêt Nam, Stanley Kubrick employa un terrain en cours de démolition situé à Newham, à l'est de Londres. Le terrain appartenait à la compagnie du gaz britannique et présentait une certaine ressemblance avec les photographies de la ville de Huế pendant la guerre du Viêt Nam. Deux mois durant, le directeur artistique et son équipe préparèrent le terrain pour parfaire la ressemblance. Ils firent exploser certains bâtiments et en endommagèrent d'autres à l'aide d'une boule de démolition.
Une jungle artificielle en plastique fut fabriquée en Californie, mais Stanley Kubrick ne fut pas satisfait du résultat. On fit alors venir 200 palmiers d'Espagne et près de 100 000 arbres en plastique de Hong Kong pour les scènes en extérieur.
Lors de la scène de la mort du soldat « Cowboy », on peut apercevoir en arrière-plan un énorme bâtiment qui ressemble étonnamment au célèbre monolithe extraterrestre de 2001, l'Odyssée de l'espace, un des précédents films de Stanley Kubrick. Le réalisateur parla de cette similitude comme d'un « accident extraordinaire » (« extraordinary accident »).

#### Équipement

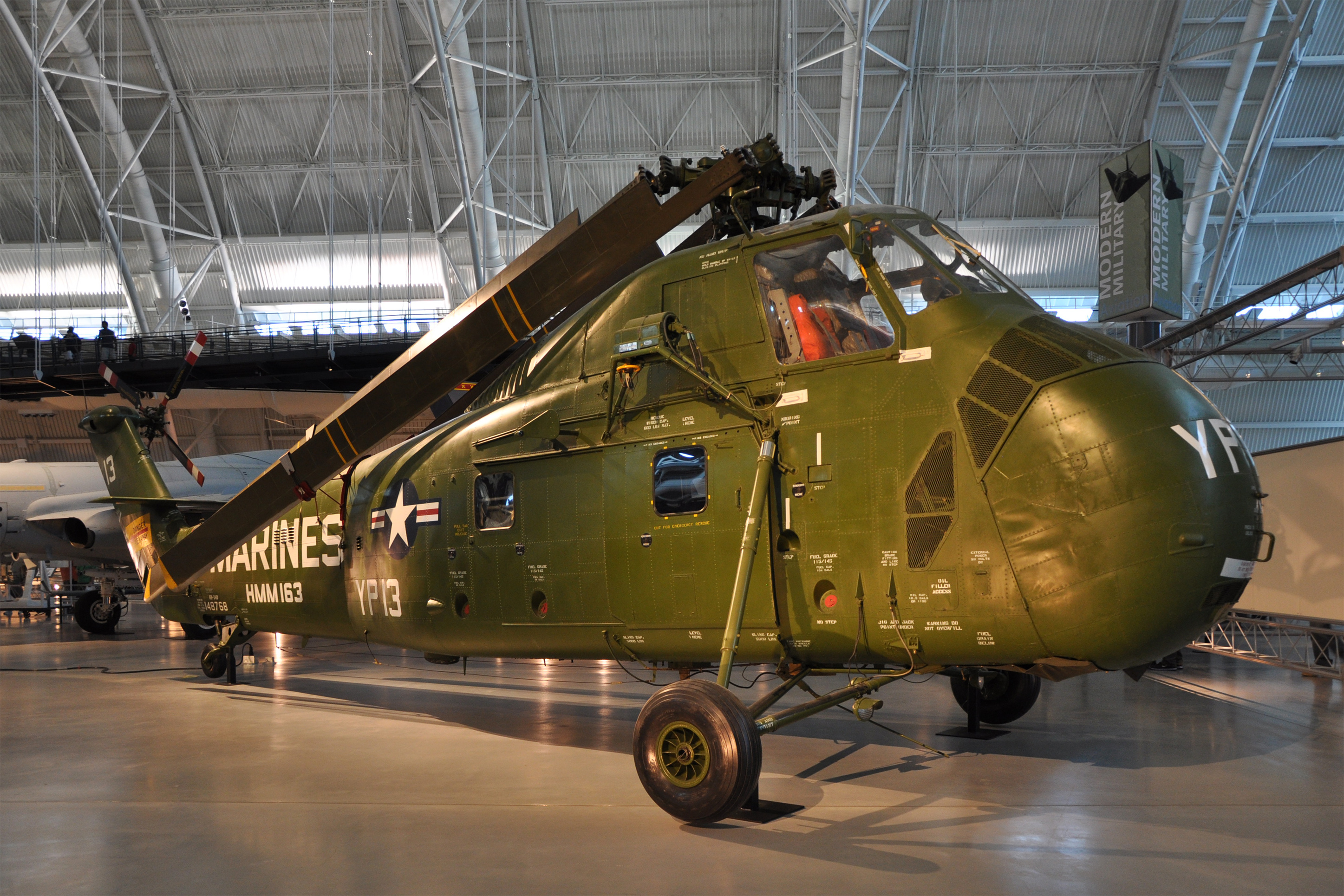
Hélicoptère Sikorsky H-34 Choctaw de l'armée américaine.

Jugé trop critique envers les militaires, le film ne fut pas soutenu par l'armée américaine. Stanley Kubrick dut donc passer par des voies détournées pour obtenir l'équipement dont il avait besoin. Ainsi, quatre chars M41 lui furent prêtés par l'un de ses admirateurs, qui était colonel dans l'armée belge.
Les hélicoptères sont des Westland Wessex Sikorsky S-58 construits sous licence en Angleterre qui se différencient extérieurement par le "nez" modifié dû au montage d'un moteur nécessitant une prise d'air importante, furent quant à eux loués et repeints aux couleurs des Marines, tandis que les armes légères — fusils d'assaut M16, lance-grenades M79 et mitrailleuses M60 — furent achetées à un armurier privé.

## Musique
Toutes les chansons entendues dans le film datent des années 1960, et sont donc contemporaines du conflit :
- Hello Vietnam (en), interprétée par Johnnie Wright (en) ;
- These Boots Are Made for Walkin', interprétée par Nancy Sinatra ;
- Wooly Bully (en), interprétée par Sam the Sham and the Pharaohs ;
- Surfin' Bird, interprétée par The Trashmen ;
- The Marines Hymn, interprétée par The Goldmen ;
- Chapel of Love, interprétée par The Dixie Cups ;
- Mickey Mouse Club, le thème sonore de la série télévisée du célèbre cartoon des années 1960, que la patrouille de Joker chante tout à la fin du film, en tant que chanson de marche ;
- Paint It, Black, interprétée par les Rolling Stones (générique de fin).

En revanche, pour les scènes de combat et les autres moments dramatiques du film, Kubrick a utilisé une musique originale très inquiétante réalisée par sa propre fille, Vivian Kubrick (créditée « Abigail Mead » au générique).

## Accueil

### Critique
Full Metal Jacket a reçu un accueil critique majoritairement positif. Sur le site agrégateur de critiques Rotten Tomatoes, le film obtient un score de 92 % d'avis favorables, sur la base de 83 critiques collectées et une note moyenne de 8,35/10 ; le consensus du site indique : « Intense, étroitement construit et parfois sombrement comique, le Full Metal Jacket de Stanley Kubrick ne peut pas se vanter des thèmes les plus originaux, mais il est extrêmement efficace pour les communiquer ». Sur Metacritic, le film obtient une note moyenne pondérée de 76 sur 100, sur la base de 19 critiques collectées ; le consensus du site indique : « Avis généralement favorables ».

### Box-office
Le film a connu un certain succès commercial, rapportant environ 120 000 000 $ de recettes mondiales, dont 46 357 000 $ au box-office en Amérique du Nord, pour un budget de production de 30 000 000 $. En France, il a réalisé 2 321 742 entrées.

## Distinctions
Le film n'a gagné aucune récompense importante mais reçu une nomination pour l'Oscar du meilleur scénario adapté, le BAFTA du meilleur son et celui des meilleurs effets visuels.
L'acteur R. Lee Ermey a reçu une nomination pour le Golden Globe du meilleur acteur dans un second rôle.

## Autour du film
De 29 à 31 minutes du film, le sergent Hartman fait l'apologie des qualités de tireur d'élite chez des Marines en prenant en référence plusieurs tireurs isolés ayant perpétré le massacre de civils américains, comme Charles Whitman, mais aussi Lee Harvey Oswald pour le président John Fitzgerald Kennedy. Le sergent termine sa propagande pro-Marines par « Voilà ce que sait faire un Marine motivé, et avant que vous ne me quittiez, mes louloutes, vous serez tous capables de faire la même chose ».
Le lien entre la formation militaire dure et les troubles psychopathologiques antisociaux se souligne car c'est à ce même moment qu'un gros plan se concentre sur l'expression de haine que l'on peut lire sur le visage de Leonard Lawrence, comme pour mieux voir la détermination à tuer qu'il affiche au moment de cette conclusion[réf. nécessaire].

## Dans la culture populaire

### Cinéma
- Dans le film Fantômes contre fantômes (1996), Lee Ermey apparaît brièvement dans le rôle du fantôme d'un personnage similaire à celui de Hartman, dont il reprend certains des maniérismes.

### Télévision
- Dans l'épisode TBA des Carnets de Monsieur Manatane, Benoît Poelvoorde dirige un camp d'entraînement où il reprend le maniérisme et l'éloquence du sergent Hartman.
- Dans un épisode du dessin animé Bob l'éponge, un personnage poisson est représenté sous les traits du sergent Hartman.
- Un épisode entier de la série American Dad est consacré au film. Steve participe à une reconstitution de la guerre de Vietnam et des références au film reviennent souvent (dialogues, musique, etc.).

### Bande dessinée
- Le titre du quatrième album de la bande dessinée Kid Paddle fait référence au titre du film: Full Metal Casquette.
- Dans Parker et Badger, le chef du service de propreté est aussi strict que le sergent Hartman ; il veut toujours qu'on lui réponde « chef, oui chef » quand il a fini de donner ses instructions.

### Jeux vidéo
- La jaquette du jeu vidéo Hogs of War s'inspire de l'affiche du film
- Dans Half-Life: Opposing Force, le sergent instructeur du tutoriel d'initiation est représenté sous les traits du sergent Hartman.
- Dans Fallout 2, le sergent Arch Dornan de l'Enclave (l'une des « Talking head » ou « Têtes parlantes », du jeu)[18], garde l'entrée de la base militaire de Navarro. Il interagit avec le joueur, et si celui-ci se trompe dans ses réponses, le houspille comme le sergent Hartman[19].
- Dans Xenoblade Chronicles X, il est possible de choisir la classe « Full Metal Jaguar » (« Jaguar Cuirassé » en version française).

### Jeu de société
- Le titre du jeu de plateau Full Métal Planète est une référence au titre du film.

## Édition DVD
- zone 2 : Full Metal Jacket, Warner Home Video, 2001  (EAN 7-321950-211548)